# 喬·約翰斯頓
约瑟夫·埃格尔斯顿·约翰斯顿二世（英語：Joseph Eggleston Johnston II，1950年5月13日—）是一名美国电影导演，以前曾担任过特效指导。著名代表作有《侏罗纪公园3》、《十月的天空》以及2011年的《美國隊長》等片。

## 生平
1950年生于美國德克薩斯州的奧斯汀，就读于加州州立大学长滩分校以及艺术中心设计学院。
他最早踏足电影业是在喬治·盧卡斯执导的《星球大战》中担任概念艺术家和特效员。他因《法櫃奇兵》获得了奥斯卡最佳视觉效果奖，证明他与盧卡斯的合作富有成效。他又陆续为多部电影中担任特效员。1989年他导演的首部电影 《Honey, I Shrunk the Kids》也获得巨大的成功，同時也使他成為影史上第一位首次執導電影票房就突破一億美金的導演。
2017年4月，乔·约翰斯顿被定為納尼亞傳奇系列電影第四集《納尼亞傳奇：銀椅》的導演。

## 电影作品
- 《星際大戰四部曲：曙光乍現》 (1977) (效果插图画家和设计：微型与视觉效果组)
- 《星際大爭霸》 (1978–1979) (效果插图画家和设计)
- 《星際大戰五部曲：帝國大反擊》 (1980) (艺术指导视觉效果： 微型与视觉效果组)
- 《法櫃奇兵》 (1981) (艺术指导: 视觉效果，ILM)
- 《星際大戰六部曲：絕地大反攻》 (1983) (艺术指导视觉效果)
- 《魔宮傳奇》 (1984) (艺术指导: 加州)
- 《Howard the Duck》  (1986) (超轻型的连续设计)
- 《鬼使神差》 (1987) (第二组导演，制作主管)
- 《Always》  (1989) (空中连续设计)
- 《親愛的，我把孩子縮小了》  (1989) (导演)
- 《火箭手》  (1991) (导演)
- 《時空大聖》  (1994) (导演，真人場景)
- 《野蠻遊戲》(1995) (导演)
- 《十月的天空》 (1999) (导演)
- 《鐵巨人》  (1999) (鐵巨人造型設計)
- 《侏羅紀公園3》 (2001) (导演)
- 《沙漠騎兵》  (2004) (导演)
- 《狼嚎再起》  (2010) (导演)
- 《美國隊長》 (2011) (导演，執行製片)
- 《危險工作》  (2014) (导演)
- 《胡桃鉗與奇幻四國》  (2018) (导演)